# Ioannes Moschos
Ioannes Moschos (Grieks: Ἰωάννης Μόσχος), gelatiniseerd Johannes Moschus (Damascus, ca. 550 – Rome, 619) was een Byzantijnse monnik, reiziger en auteur. Hij leidde een ascetisch leven en tekende tal van verhalen op over het christelijke monachisme. In de oosters-orthodoxe kerken is Moschos een heilige. Zijn feestdag op 11 maart deelt hij met Sofronios. 

## Leven

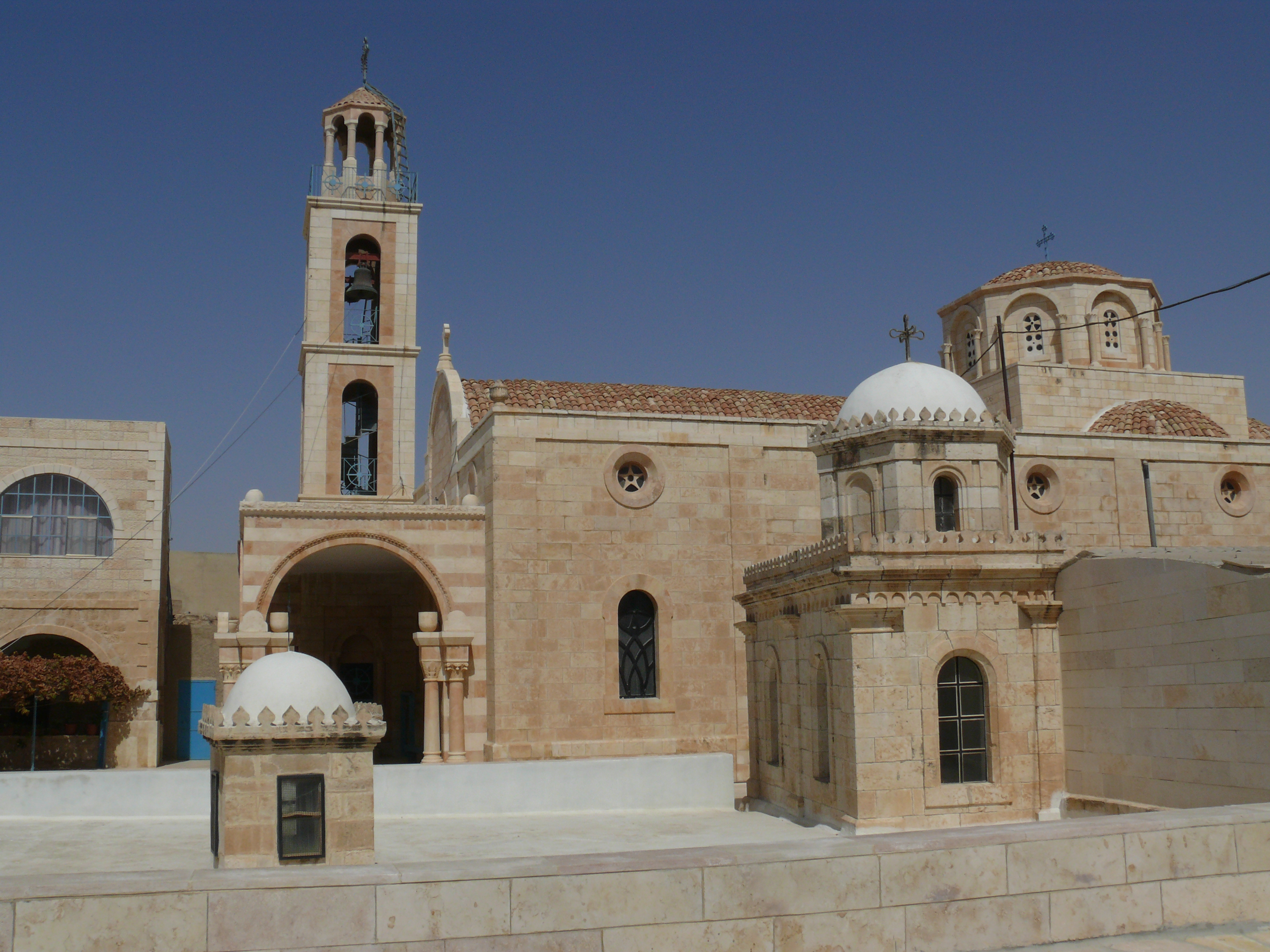
Sint-Theodosiusklooster bij Jeruzalem

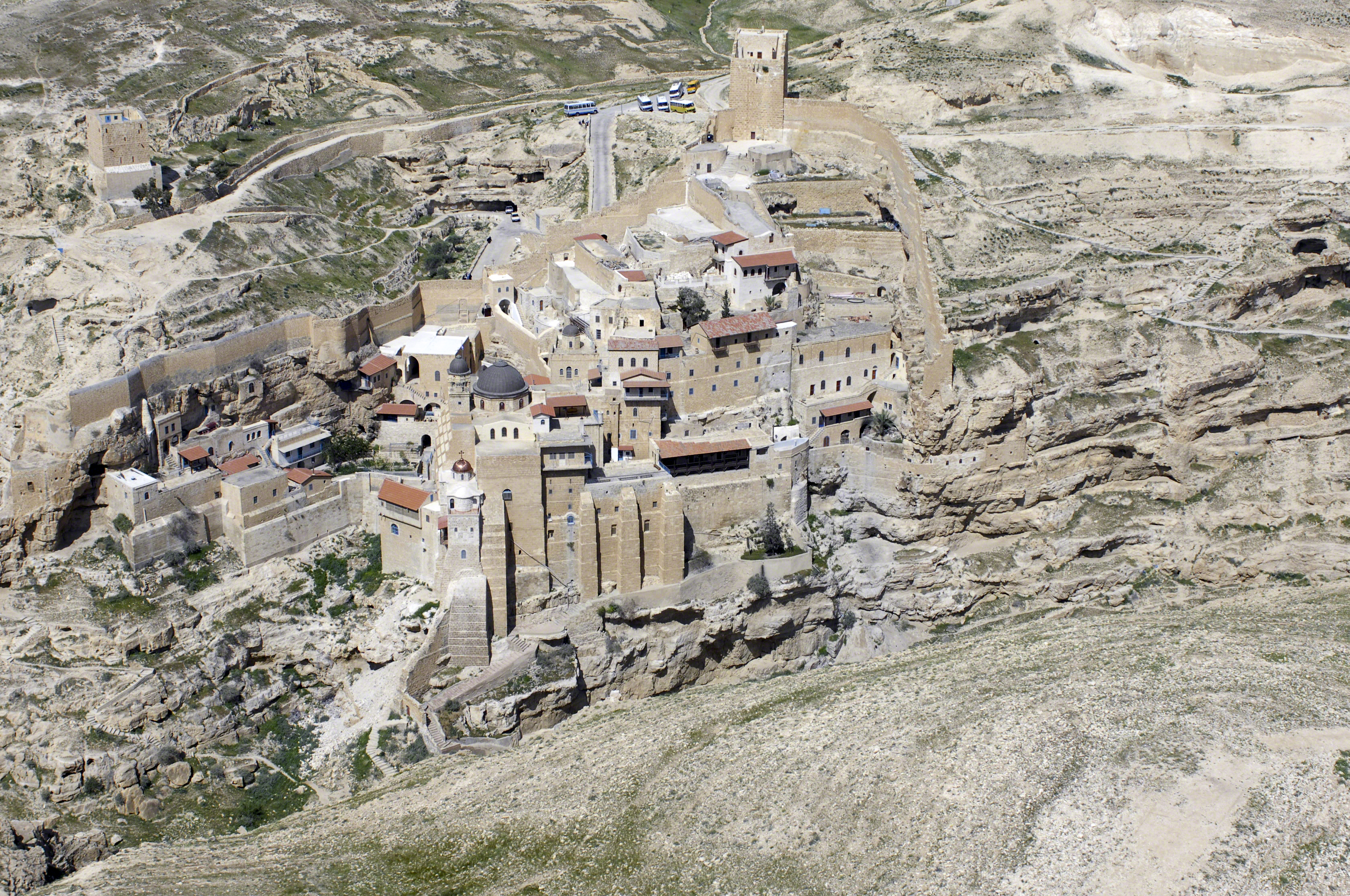
Mar Saba of Sint-Sabbasklooster bij Bethlehem

Moschos werd geboren omstreeks 550, waarschijnlijk in Damascus. Omdat hij zich veel ontzegde kreeg hij de bijnaam ὁ ἐγκρατής ("de onthouder"). Hij woonde op diverse plekken in het Heilig Land: eerst bij de monniken van het Sint-Theodosiusklooster bij Jeruzalem, dan tussen de kluizenaars in de Jordaanvallei, en ten slotte in het Sint-Sabbasklooster bij Bethlehem.
Rond 578 zocht hij met zijn volgeling Sofronios (de latere patriarch) de woestijnvaders op in Egypte. Hij bereikte de Grote Oase van de Libische Woestijn en vestigde zich vanaf 583 op de berg Sinaï. Vanwege de Byzantijns-Sassanidische oorlogen vluchtte hij in 604 naar Antiochië en in 607 naar Egypte. Later ging hij naar Cyprus en in 614-615 naar Rome, waar hij in 619 stierf.
Op zijn sterfbed verzocht hij Sofronios om hem te begraven op de berg Sinaï of anders in het Sint-Theodosiusklooster. Door de Arabische veroveringen werd het de tweede keuze.

## Werk
Moschos is de auteur van een van de vroegste hagiologische werken, in het Grieks getiteld Leimōn (Λειμών) en in het Latijn vertaald als Pratum spirituale (Geestelijke weide). Dit werk, opgedragen aan Sofronios, kwam tot stand in de jaren 610 of 620. Hij vertelde erin over zijn persoonlijke ervaringen met vele grote asceten die hij ontmoette tijdens zijn reizen door Palestina, de Sinaï, Egypte, Kilikië en Syrië. Het is een omvangrijke bundeling van wonderlijke en stichtelijke verhalen.
Samen met Sofronios schreef Moschos een vita van Johannes de Aalmoezenier, waarvan slechts een fragment is overgeleverd.

## In Nederlandse vertaling
- Johannes Moschos, De weide. Een verhalenboek over het laat-antieke monnikenleven, vert. Michiel Op de Coul en Vincent Hunink, inl. Kristoffel Demoen, 2010. ISBN 9789080894266